# 县 (德国)

德國行政區劃等級劃分

县（德語： [ˈlantˌkʁaɪs] ⓘ 或  [kʁaɪs] ⓘ），是德国的二级行政区划，处于行政区或联邦州之下，市鎮之上，與非县辖城市為同一等級。县的首府称为县城（Kreisstadt）。德国有294个县，与106个非县辖城市/城市县一起，共构成400个县级行政区。
人口超過10萬的城市（和某些州的小城鎮）通常不屬於一個县的下級，而是自己承擔县的功能，類似於獨立市的概念。這些城市被稱為“非县辖城市”（Kreisfreie Stadt；又称“直辖市”、“县级市”、“独立市”）或“城市县”（Stadtkreis，用于巴登-符腾堡州）——它們与县平级，不属于县，不受县的管辖，其本身就是相当于县的城市——共有106個。
非县辖城市一般是同名县份的县治，但却不隶属于该县，例如作为非县辖城市的凯撒斯劳滕市是凯撒斯劳滕县的县治，但凯撒斯劳滕市并不属于凯撒斯劳滕县。

## 县的名稱
德语名稱為“Landkreis”（意为“乡村县”；用于除北莱茵-威斯特法伦州和石勒苏益格-荷尔斯泰因州之外的其他州）或“Kreis”（用于北莱茵-威斯特法伦州和石勒苏益格-荷尔斯泰因州）。英语稱為“District”或“County”。中文译名方面，臺灣稱為「郡」；大陸和香港稱作「縣」。

## 县的類型
德國大多數的县是“乡村县”（Landkreis） ，截至2017年共有294個。
在北莱茵-威斯特法伦州，有一些人口超過10萬的城市卻不是非县辖城市，例如雷克灵豪森、錫根、帕德博恩、贝吉施格拉德巴赫、諾伊斯和默爾斯。然而，這些城市自己接管了許多县的責任，儘管它們仍是更大型的乡村县的一部分。中型城鎮也可以行使該县的特定行政職能，特別是為當地居民提供共同服務。"中型"城鎮的分類方法通常根據城鎮的登記人數，但因邦而異。
另外有三個特殊類型的县级行政区，合併了非县辖城市與其鄰近的乡村县，它们是县级特殊地方联合体（Kommunalverbände besonderer Art）。三个县级特殊地方联合体分别是萨尔布吕肯地区联合体（Regionalverband Saarbrücken，1974-2007年间名为“薩爾布魯根城市聯合體” (Stadtverband Saarbrücken)）、2001年設立的汉诺威地区（Region Hannover）以及自2009年設立的亚琛城市区（Städteregion Aachen）。亚琛、汉诺威和哥廷根保留非县辖城市的某些權利；薩爾布魯根在其立法中卻沒有明確規定類似的條款。